# 레닌그라드 사본

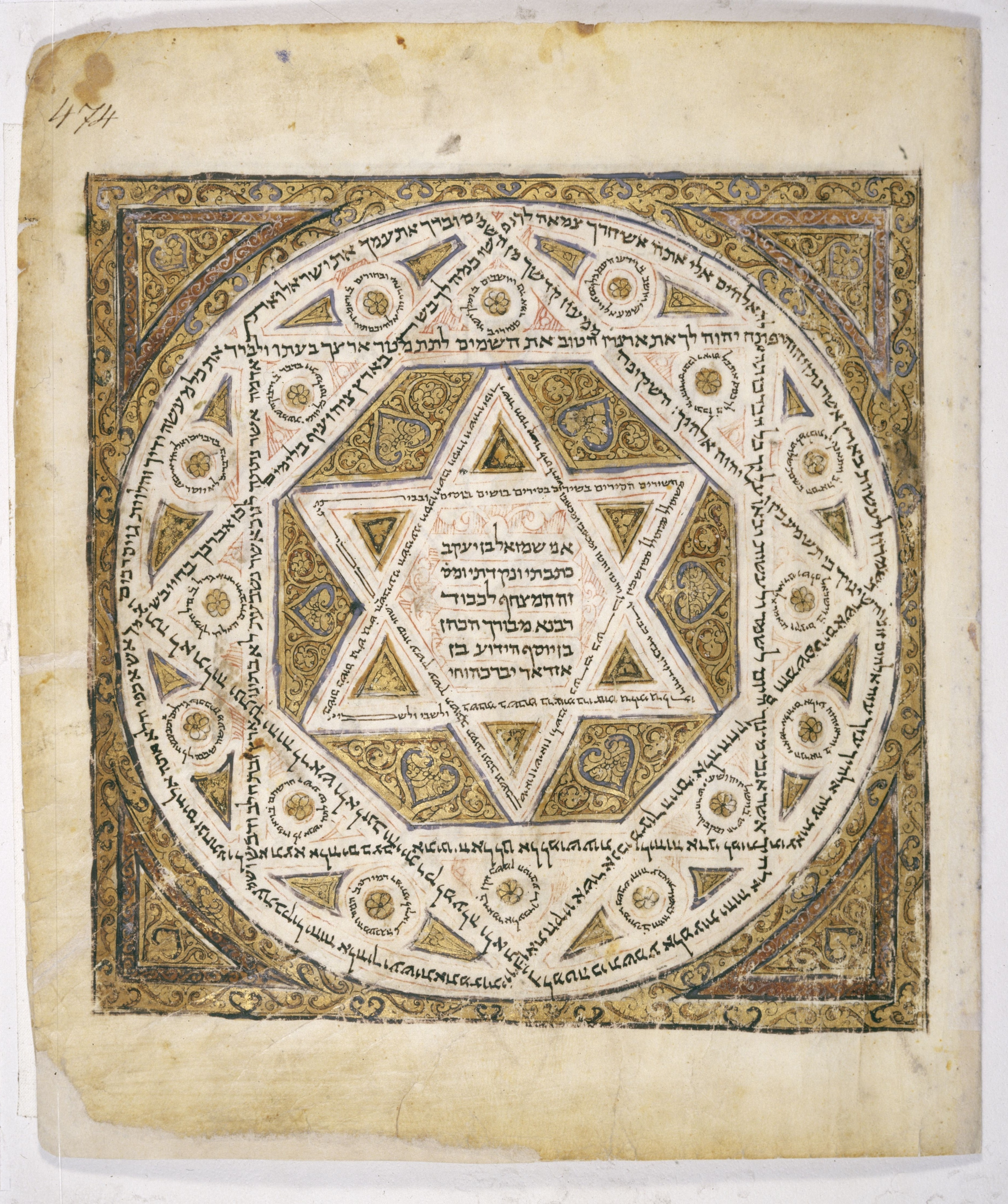
레닌그라드 사본(표지 E, folio 474a)

레닌그라드 사본(Leningrad Codex, 라틴어: Codex Leningradensis)은 티베리아(en) 마소라 본문에 바탕을 둔 히브리어 성경 중 현존하는 가장 오래된 사본 가운데 하나이다. 마소라 본문 내의 사본기록(콜러폰(en))에 따르면, 작성은 1008년으로 되어 있다. 레닌그라드 사본보다 오래된 사본으로, 수십년 정도 더 오래된 완전본으로 일컬어졌던 알레포 사본이 있으나, 1947년 이후 사본의 일부가 분실되어, 레닌그라드 사본이 오늘날까지 손상이 없이 현존하고 있는 티베리아 마소라 학파에 의한 가장 오래된 히브리어 성경 사본이 되었다.
레닌그라드 사본은, 현대에 들어와 비블리아 헤브라이카(1937년) 및 비블리아 헤브라이카 슈투트가르텐시아(1977년)의 히브리어 본문으로 복제되며 주목을 받는다. 이 사본은 알레포 본문의 분실된 부분을 채우는 대체 자료로 학자들에 의해 이용되고 있다.

## 내용
레닌그라드 사본 안에서 찾아볼 수 있는 성경 본문은 티베리아식 모음 기호(en) 및 영창 기호(en:cantillation)가 부가되어 있는 히브리 문자로 기록되어 있다. 본문에 추가로 바깥 쪽에는 마소라 주석이 게재되어 있으며, 본문상 및 언어학적 상세 내용을 다루는 여러 가지 기술적인 보완이 실려 있으며, 대부분 기하학 문양으로 그려져 있다. 레닌그라드 본문은 양피지에 기록되어 있으며 가죽으로 묶여 있다.
레닌그라드 사본은 천년 전의 서물임에도 불구하고 이례적으로 손이 가해지지 않은 상태였기 때문에, 중세 유대 예술의 일례를 보여준다. 사본 내의 16장에는 본문 절을 꾸미는 장식형태의 기하학 문양이 그려져 있다. 서명 페이지에는 양 가장자리에 필경사의 이름과 함께 별이 그려져 있고, 중앙에는 기도문이 적혀있다.
레닌그라드 사본의 성경 각권의 배열은 티베리아 계열 본문의 전통을 따르고 있으며, 이 전통은, 후대의 세파르딕 계열의 성경 사본의 전통과 일치한다. 성경 각권의 배열은, 다른 히브리어 성경 판본과 비교하여 케투빔(성문서) 부분이 현저하게 다른데, 역대기, 시편, 욥기, 잠언, 룻기, 아가, 전도서, 에스델기, 다니엘서, 에즈라-느헤미야기 순으로 되어 있다.
자세한 순서는 밑에서 기술한다.

## 역사

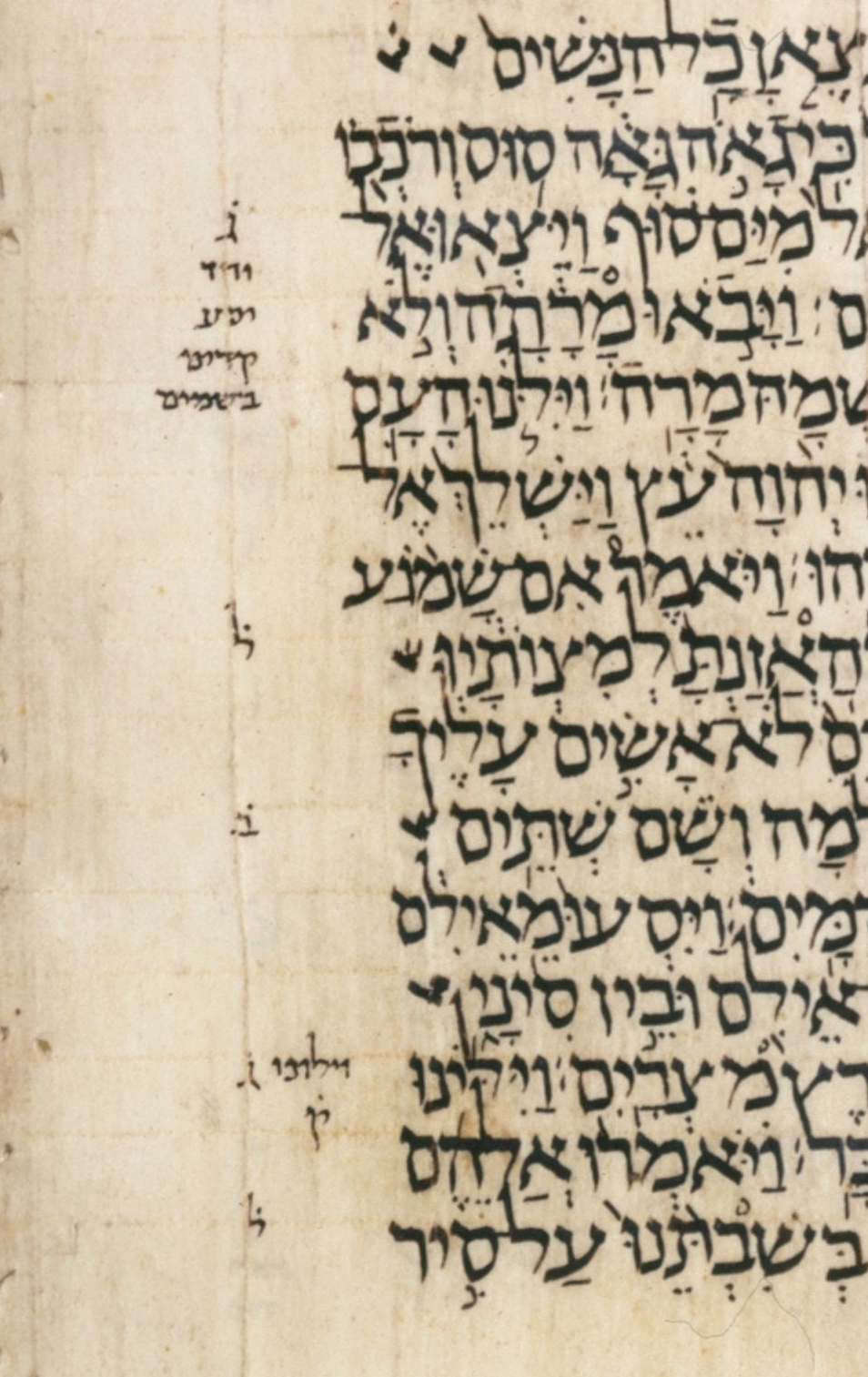
레닌그라스 사본 본문의 견본(탈출기 15,21~16,3 부분)

레닌그라드 사본의 출판기록(콜러폰)에 따르면, 이 사본은 아론 벤 모세 벤 아셰르(en:Aaron ben Moses ben Asher)가 작성한 필사 내용을 카이로에서 복제한 것이다. 이 사본 자체는 벤 아셰르의 사경실에서 제작되었다고 기록되어 있으나, 벤 아셰르 본인이 사본을 봤다는 증거는 없다. 마소라 학파의 사본으로는 이례적으로, 자음자, 모음부호, 마소라 주석을 동일 인물(사무엘 벤 야콥)이 기록했다. 학자들은 레닌그라드 사본이 (벤 아셰르 본인이 직접 편집한) 알레포 사본은 별도로, 벤 아셰르의 전통에 가장 충실하게 따른 필사본이었을 것으로 여겨진다. 단 필사본의 글씨체가 수려하지 않고, 마소라 주석에는 몇백군데에 모순점이 존재한다., 수정 부분 및 삭제 부분이 여러 곳에 존재하는 것은, 모셰 고셴 고트슈타인(en:Moshe Goshen-Gottstein)의 주장에 의하면, 벤 아셰르의 본문에 따르지 않은 기존의 문서들이 벤 아셰르의 문체에 맞추는 식으로 다수 수정이 발생된 것이라고 한다.
오늘날 레닌그라드 본문은 '필코비치 B 19 A'라 명명되어 러시아 국립도서관에 보관되어 있다. 원 소유자는 크리미안 갈라이파의 수집가 아브라함 필코비치(en:Abraham Firkovich)로, 그는 어디서 이 사본을 입수했는가에 대해서 자신의 저술에 남기지 않았다. 사본은 1838년 오데사로 옮겨져, 이후 상트페테르부르크의 제국도서관에 양도되었다.

## 이름
레닌그라드 사본은 1863년 이래 상트페테르부르크의 러시아 국립도서관에 보관되었던 이유로 '상트페테르부르크 사본', '페테르부르겐시스 코덱스'란 이름으로 불리었다. 상트페테르부르크는 이후 페트로그라드로 명칭이 바뀌고, 러시아 혁명 발발 후인 1924년, '레닌그라드'로 명칭이 바뀌었다. 1937년 이 사본이 비블리아 헤브라이카의 기본 본문으로 사용되면서, '레닌그라드 사본'로 국제적으로 통용되게 되었다. 1991년 소련 붕괴 후 도시명은 원래의 상트페테르부르크로 돌아왔으나, 러시아 국립도서관측의 요청으로 사본의 '레닌그라드'라는 명칭은 그대로 남았다. 물론, 경우에 따라 코덱스 페테르스부르겐시스(Codex Petersburgensis) 또는 페트로폴리타누스(Petropolitanus), 혹은 상트페테르부르크 코덱스로 불리기도 하나, 이 명칭에는 애매한 점이 존재한다. 1876년에 이들 명칭이, 레닌그라드 사본보다 더 오래된(916년) 또다른 성경 코덱스(MS. Heb B 3, 후기 예언서만 현존)를 지칭하는 명칭으로 사용되었기 때문이다.

## 현대판

### 비블리아 헤브라이카
1935년, 레닌그라드 사본은 라이프치히 대학의 구약성서 세미나에 2년간 대출되었다.이 시기에 파울 E. 칼레는 비브리아 헤브라이카(BHK)의 제3판의 히브리어 본문으로 이 사본의 복제를 감독했다. 이 판은 1937년 슈투트가르트에서 출판되었다. 후속판인 비블리아 헤브라이카 슈투트가르텐시아(BHS)에도 사용되며, 개정판인 비블리아 헤브라이카 퀸타(BHQ)에서도 이용되었다.
이 레닌그라드 사본의 이용으로, 그전까지의 히브리어 성경의 본문으로 사용되었던 다른 히브리어 사본 성경 사본보다 수백년 정도 이전으로 앞당겨졌다.
BHS의 공인 전자판인 웨스트민스터 레닌그라드 본문은 J. 알란스 그룹즈 센터가 웨스트민스터 신학연구과의 고급 성경 연구용으로 보존한 레닌그라드 사본의 온라인 디지털판으로, 몇가지 교정 및 수정이 이루어졌다. 온라인 판에는 복사된 주석 및 배열을 분석하기 위한 도구가 제공되어 있다. The Leningrad Codex, A Facsimile Edition, ed. D.N. Freedman (W.B. Eerdmans and E.J. Brill, 1998)가 편리하다.

### 유대 판
레닌그라드 사본은, 이하의 주요 히브리어 성경 유대판 두가지의 바탕이 되고 있다.
- Biblia Hebraica Leningradensia, Prepared according to the Vocalization, Accents, and Masora of Aaron Ben Moses ben Aser in the Leningrand Coded. Edited by Aron Dotan (Hendrikson: Peabody, MA, 2001).
- The JPS Hebrew-English Tanakh (Philadelphia, 1999).

그러나 약간의 마소라 본문의 상세 내용의 차이로 인해, 이스라엘의 유대인 학자들은, 알레포 사본에 바탕을 둔 현대 히브리어 성경 판본 쪽을 선호하는 경향이 있다. 이들 판본들은, 1947년이 분실되어버린 알레포 사본의 일부를 복원하기 위한 가장 중요한 자료로, 레닌그라드 사본을 이용하고 있다.

## 각권의 순서
위에서 언급하였듯이, 레닌그라드 사본의 각권의 순서는 다른 히브리어 성서와 다르다.
토라 (모세오경):
1. 창세기(בראשית 베레시트)
2. 출애굽기/탈출기(שמות 슈모트)
3. 레위기(ויקרא 바이크라)
4. 민수기(במדבר 바미드바르)
5. 신명기(דברים 데바림)
네비임 (예언서):
6. 여호수아기(יהושע 예호슈아)
7. 사사기/판관기(שופטים 쇼프팀)
8. 사무엘기(שמואל 슈무엘)
9. 열왕기(מלכים 믈라킴)
10. 이사야서(ישעיה 예샤이야후)
11. 예레미야서(ירמיה 이르미야후)
12. 에스겔/에제키엘 서(יחזקאל 예헤즈켈)
13. 열두 소예언서 [תרי עשר 트레이 아사르]
I. 호세아서(הושע 호셰아)
II. 요엘서(יואל 요엘)
III. 아모스서(עמוס 아모스)
IV. 오바디야서(עובדיה 오바드야)
V. 요나서(יונה 요나)
VI. 미가/미카 서(מיכה 미카)
VII. 나훔서(נחום 나훔)
VIII. 하박국/하바꾹 서(חבקוק 하바쿠크)
IX. 스바냐/스바니아 서(צפניה 츠판야)
X. 학개/하깨 서(חגי 하가이)
XI. 스가랴/즈가리아 서(זכריה 즈카르야)
XII. 말라기/말라키 서(מלאכי 말라키)
케투빔
14. 역대기(דברי הימים 디브레이 하야밈)
시프레이 에메트 (진리의 책) :
15. 시편(תהלים 테힐림)
16. 욥기(איוב 이요브)
17. 잠언(משלי 미슐레이)
 다섯 메길로스 (다섯 두루마기) :
18. 룻기(רות 루트)
19. 아가(שיר השירים 시르 하시림)
20. 전도서/코헬렛(קהלת 코헬레트)
21. 예레미야 애가/애가(איכה 에이카)
22. 에스텔(אסתר 에스테르)
나머지:
23. 다니엘서(דניאל 다니엘)
24. 에스라/에즈라 기 · 느헤미야 기(עזרא ונחמיה 에즈라 베네헤미야)

## 같이 보기
- 다마스커스 모세오경(영어판)
- 알레포 코덱스
- 카이로 사본(Codex Cairensis)
- 사해 문서